# バッファロー・ダンス (映画)
『バッファロー・ダンス』(Buffalo Dance) は、1894年に制作された白黒のサイレント映画で、ウィリアム・K・L・ディクソンがプロデュースし、ウィリアム・ハイセが撮影監督を務めたエジソン・スタジオの作品。標準的な35ミリフィルム1巻に、16秒の映像が記録されている。この映画は、エジソンのブラック・マリア・スタジオにおいて、『スー族のゴースト・ダンス (Sioux Ghost Dance)』と同じ時期に撮影された。これら2点の作品は、ネイティブ・アメリカンを大きく取り上げた最初期の映画ということになる。エジソンのカタログによれば。両作品に登場する演者は、本物のスー族で伝統的な衣装をまとい、出陣化粧を施している。彼らは全員がバッファロー・ビルの「ワイルド・ウエスト・ショー」のベテラン出演者であった。『バッファロー・ダンス』には、3人のダンサーと2人のドラマーが登場する。ヘア・コート (Hair Coat)、ラスト・ホース (Last Horse)、パーツ・ヒズ・ヘア (Parts His Hair) の3人が輪になって踊り、ドラマーのパイン (Pine) と ストロング・トーカー (Strong Talker) がリズムを付けている。